# Carrer del Poeta Cabanyes
El carrer del Poeta Cabanyes és un carrer del Poble-sec, a Barcelona. Puja la muntanya de Montjuïc des de l'avinguda del Paral·lel fins al passeig de l'Exposició.
El seu nom fa referència al poeta preromàntic vilanoví Manuel de Cabanyes i Ballester. Això no obstant, inicialment el carrer estava dedicat a Francesc de Cabanyes, capità d'una companyia de miquelets que formà part de les tropes catalanes que el 26 de gener de 1641 aconseguiren la victòria de Montjuïc sobre l'exèrcit castellà. El qualificatiu de poeta s'afegí al nom del carrer de Cabanyes l'any 1949.
El cantautor Joan Manuel Serrat hi visqué la infantesa i dedicà a aquest carrer la cançó El meu carrer. També hi va viure la infantesa Jaume Sisa, cinc anys més jove que Serrat.